# Sinopoda dayong
Sinopoda dayong là một loài nhện trong họ Sparassidae. S. dayong được miêu tả năm 2000 bởi Bao, Chang-Min Yin & Yan.